# ブルー・リッジ (AGC-2)
ブルー・リッジ  (USS Blue Ridge, AGC-2)は、アメリカ海軍のアパラチアン級揚陸指揮艦の2番艦。艦名はブルーリッジ山脈に因む。太平洋戦争で活躍した。

## 就役
ブルー・リッジはニュージャージー州カーニーのフェデラル・シップビルディング・アンド・ドライドックで建造され、1943年3月7日にデイヴィッド・アーノット夫人に命名され同年3月15日に海軍に移管された。ニューヨーク州ブルックリンのベスレヘム・スチール社で揚陸指揮艦としての改修を受け、同年9月27日にルイス・R・マクドウェル中佐指揮の下就役した。

## 艦歴

### 1943-1944
ロングアイランド湾での試験航海の後、チェサピーク湾での訓練のため1943年10月8日にニューヨークを出航した。11月1日に2隻の駆逐艦と共に南太平洋へ向かった。パナマ運河通過後、ソシエテ諸島、フィジーを経由しオーストラリアのブリズベンに12月16日に入港した。3日後ニューギニアのミルン湾に向け出発し24日に到着。第7水陸両用部隊(Seventh Amphibious Force)司令官のダニエル・E・バーベイ海軍少将の旗艦となった。1944年8月13日まで西部ニューギニアの戦いの総旗艦を務めた後、フィリピン解放戦に参戦するためバーベイ少将の北方攻撃部隊（Northern Attack Force）旗艦としてホーランジアを出撃した。
1944年10月19日-20日の夜間にスリガオ海峡を通過。20日朝にはレイテ島上陸の指揮艦を務め、6日間にわたって水陸強襲上陸の支援に従事した。23日には日本軍の偵察を、25日には雷撃機のそれぞれを対空砲火によって退けた。25日午後には敵機11機に射撃を実施。26日朝には船団を攻撃してきた敵爆撃機5機の、同日午後には3機以上の爆撃機の撃退を援護した。爆弾のうち1つは、艦体を揺さぶるほどの近さに落下した。10月26日夜、リンガエン湾上陸作戦の準備を行うためサン・ペドロ湾を出てニューギニアに向かう。本艦には、新たにサン・ファビアン攻撃部隊司令官となったバーベイ提督と彼の幕僚だけでなく、陸軍第1軍団を指揮するイニス・P・スウィフト少将、第43歩兵師団の指揮官レナード・F・ウィング少将の姿もあった。
12月28日にサン・ファビアン攻撃部隊を率いてニューギニアのアイタペを出撃。年明けの1月2日に対空砲火で航空機を追い払う。1月4日夜には巡洋艦・駆逐艦の援護群に引き続き、スリガオ海峡を通過してミンダナオ海に入る。1月8日夜、敵航空機6機を共同で撃退。そして1月9日に艦隊はリンガエン湾に突入した。（リンガエン湾侵攻）上陸戦では何度か危うい場面はあったものの、幸運にも逃れることができた。

### 1945
1945年1月15日、リンガエン湾を離れる。6月8日までバーベイ少将の旗艦として機能し、その2日後サイパン、そして真珠湾へと出航。真珠湾にて6月30日に第5水陸両用群司令官ジェロールド・ライト少将の旗艦となった。7月20日、ライト少将の旗艦としての任を解かれ、真珠湾海軍基地で補修を受ける。
ブルー・リッジは9月8日に真珠湾を離れ22日に沖縄の中城湾（アメリカ側名称バックナー・ベイ）に到着。その日の午後に第7水陸両用部隊司令官インゴルフ・N・キランド海軍少将の将旗を揚げた。10月21日に沖縄を発ち、24日に中国の青島に到着しそこで指揮艦として活動した。11月9日、キランド少将は将旗を揚陸指揮艦ワサッチに移し、本艦は第1水陸両用群司令官のアルバート・ノーブル少将の旗艦となった。

### 1946-1947
1945年12月13日に朝鮮の仁川を出港し、22日上海沖に投錨。翌年2月24日まで海軍部隊の基地司令船として機能し、その日にハワイへ向け出港する。真珠湾に短期間滞在したのち西海岸へ向かい、3月18日にカリフォルニア州サン・ペドロに到着。ビキニ環礁で実行される核実験・クロスロード作戦の準備のためにターミナル島のロングビーチ海軍造船所に入る。
6月12日にサンフランシスコを離れ、ホノルルを経由して28日にクェゼリン環礁に到着。ここで核実験を観測する陸海軍、海兵隊の将官や国連の当局者らを乗せる。ハリー・W・ヒル少将の将旗を揚げた。本艦に乗艦した将官には、海軍艦船局局長エドワード・L・コクラン少将や、ジョージ・F・ハッシー少将、アルフレッド・E・モントゴメリー少将らがいた。
6月29日、ビキニ環礁に到着。7月1日のエイブル実験時には司令兼観測船の一つとして機能した。その後ポンペイ島やトラック諸島を経由してクェゼリン環礁に向かい、そこで7月23日、C・C・グローヴァー少将の旗艦となる。同月25日のベイカー実験では観測船の旗艦を務め、27日にはグローヴァー少将の旗艦としての任を解かれた。30日に本国へと出航し、ロングビーチ海軍造船所で不活性化処理を受ける。1947年3月14日に退役。
本艦は1960年1月1日まで予備役にあり、その日に海軍のリストから名前が削除された。同年8月26日、スクラップとしてオレゴン州ポートランドのen:Zidell Exploration Incorporatedに売却された。

## 受章
ブルー・リッジは2つの従軍星章とその他の勲章を授与された。
- 従軍星章 レイテ島:1944年10月13日-30日 リンガエン湾上陸:1945年1月9日-14日
- 中国功労章（英語版） :1945年9月22日-1946年2月24日
- アメリカ従軍記章
- アジア・太平洋従軍章（英語版） レイテ島:1944年10月13日-30日 リンガエン湾上陸:1945年1月9日-14日
- 第二次世界大戦戦勝章（英語版）
- 海軍占領功労章（英語版） :1945年9月22日-1946年2月24日
- フィリピン大統領部隊感状（英語版）
- フィリピン解放章（英語版）

## 参照
- この記事はアメリカ合衆国政府の著作物であるDictionary of American Naval Fighting Shipsに由来する文章を含んでいます。 記事はここで閲覧できます。